# ITD Band
ITD Band je hrvatski pop rock sastav iz Zagreba. Osnovao ga je Miroslav Drljača "Rus" nakon što je napustio svoj prethodni sastav – Ad Fines.
Izlaskom albuma S ove strane ljubavi sastav prestaje s radom te se Rus posvećuje pisanju pjesama za druge izvođače.
Godine 2018. sastav se ponovno okuplja i objavljuje nove pjesme.

## Diskografija

### Singlovi
- 1986. - "Vojnička" / "Elena" (Suzy)
- 1988. - "Majko zemljo" (i Albert Lee) / "Lagano umirem (u tvojem sjećanju) (Suzy)

### Studijski albumi
- 1984. - Dvadeseti vijek (Jugoton)
- 1986. - Plavi vojnik (Suzy)
- 1988. - Skidam te pogledom (Suzy-CBS)
- 1989. - S ove strane ljubavi (Suzy-CBS)
- 2006. - Sve najbolje (Hit Records)
- 2023. - Orao nikad ne leti u jatu (Hit Records)

## Vanjske poveznice
- Discogs.com - diskografija sastava ITD Band